# Mihai Viteazu (gmina w okręgu Konstanca)
Mihai Viteazu – gmina w Rumunii, w okręgu Konstanca. Obejmuje miejscowości Mihai Viteazu i Sinoe. W 2011 roku liczyła 3244 mieszkańców.